# A Brush with Death
A Brush with Death ist ein US-amerikanischer Horrorfilm von Brad Wiebe aus dem Jahre 2009. Laut Filmvorspann soll der Film auf wahren Ereignissen beruhen.

## Handlung
Fünf Cheerleader-Freundinnen wollen einige Urlaubstage im Ferienhaus von Hillarys Onkel verbringen. Doch bereits auf dem Weg zu der komfortablen Villa geht ihnen das Benzin aus, sodass sie auf einer Landstraße stehenbleiben. Wenig später nähert sich ein Truck, dem ein seltsamer alter Mann entsteigt, der seinen jungen Begleiter als seinen Assistenten Caleb vorstellt. Während Caleb einen Kanister mit Benzin aus dem Truck holt, macht der alte Mann den Mädchen ein unmoralisches Angebot, woraufhin die jungen Frauen sich angewidert wegdrehen. Nur eines der Mädchen, Amber, ist abgelenkt, da die junge Frau versucht ein Gespräch mit Caleb zu führen, wobei sich herausstellt, dass er stark stottert, wovon sie sich jedoch nicht beirren lässt.
Im Kopf von Caleb werden Erinnerungen wach. Ein Pärchen kommt in die Tankstelle, die der alte Mann namens Walter mit seiner Hilfe betreibt. Walter erschießt den Mann und schlägt der Frau die Waffe über den Kopf, sodass sie ohnmächtig zu Boden sinkt. Er zwingt Caleb sodann, die Frau auf einen Stuhl zu setzen, sie zu entkleiden und zu küssen. Er selbst fotografiert das Geschehen in sich steigernder Erregung.
Nachdem die Mädchen die beiden Männer losgeworden sind, fahren sie weiter in Richtung Villa. Dort angekommen vergnügen sie sich im Pool. Als es ihnen zu kalt wird, wollen sie die Poolheizung in Betrieb nehmen und eine von ihnen läuft zum Poolhaus, um die Heizung anzuschalten. Dort trifft sie auf einen jungen Mann, der sich ihr als Rankin vorstellt und meint, er sei nur vorbeigekommen, weil er sie gesehen habe, und nur ein paar Meilen entfernt wohne. Die Mädchen laden Rankin zum Baden im Pool ein und man vergnügt sich. Als sie ins Haus gehen, bleibt, von ihnen zuerst unbemerkt, Candice zurück. Dass die muntere Schar die gesamte Zeit über von jemandem beobachtet wird, der sich hinter einem Zaun versteckt hält, bekommen die jungen Leute nicht mit.
In einem Gespräch erfahren die Mädchen von Rankin, dass sich ganz in ihrer Nähe ein sogenanntes Geisterhaus befindet, in dem ein Junge seine gesamte Familie ermordet habe. Die Mädchen kommen auf die obskure Idee, die folgende Nacht in diesem Mörderhaus verbringen zu wollen. Rückblickend werden Szenen eingeblendet, die 1954 im „Geisterhaus“ spielen und zwei Brüder zeigen, von denen der ältere den jüngeren permanent unter Druck setzt, indem er ihn auffordert, ihm durch widerwärtige Taten zu beweisen, dass er ihn mehr liebe als alles andere auf der Welt.
Auch am folgenden Tag bleibt Candice verschwunden, ihre vier Freundinnen reden sich ein, sie sei sicher Joggen gegangen. Während Samantha sich mit Rankin auf einem Spaziergang befindet und Megan und Hillary an der Tankstelle Kerzen für die Horrornacht im Geisterhaus besorgen wollen, soll Amber im Haus zurückbleiben und auf Candice warten. Samantha und Rankin sind inzwischen am Geisterhaus angelangt, obwohl Rankin eigentlich dagegen war und das Haus auch nur widerstrebend betritt. Im oberen Stockwerk angekommen setzen sie sich auf ein Bett. Rankin geht davon aus, dass Samantha damit einverstanden ist, Sex mit ihm zu haben und reagiert gereizt, als sie sich ihm widersetzt und ablehnt. Genervt verlässt er das Haus, in dem Samantha allein zurückbleibt und auf dem Bett einschläft.
Megan und Hillary begegnen auf dem Weg zur Tankstelle, den sie zu Fuß zurücklegen müssen, da Hillarys Auto aus der Garage verschwunden ist, Caleb, der offensichtlich Angeln gehen will. Er informiert sie darüber, dass die Tankstelle geschlossen sei. Die Mädchen finden eine andere Möglichkeit, Kerzen zu besorgen. Zu Amber, die in der Villa geblieben ist, gesellt sich urplötzlich Caleb. Freundlich beginnt die junge Frau ein Gespräch mit ihm und lädt ihn ein, an der geplanten Horrornacht im Spukhaus teilzunehmen.
Samantha erwacht in der anbrechenden Dunkelheit und will gerade gehen, als sie Bilder entdeckt, die Personen zeigen, die mit roter Farbe, die wie Blut aussieht, gemalt worden sind. Bei einer dieser gemalten Personen ist die Farbe noch ganz frisch. Durch Geräusche verängstigt, will Samantha sich verstecken, wird aber von einem Mann daran gehindert, der in dem alten Haus wohnt.
Am Abend kommen Megan und Hillary mit den Kerzen zum Geisterhaus, da sie vermuten, dass ihre drei Freundinnen bereits da sind. Ihnen blüht das gleiche Schicksal wie Samantha und Candice. Auch Amber kommt in Begleitung von Caleb zum Haus, davon ausgehend, dass die anderen Mädchen bereits dort sind. Sie findet ihre Freundinnen um einen Tisch gruppiert, versehen mit einer Vorrichtung, die ihnen ihr Blut abzapft. Die Mädchen sind zu keiner Reaktion mehr fähig.
Wie sich kurz darauf herausstellt, handelt es sich bei dem Sprachgestörten um den Sohn des Mannes, der dort immer noch wohnt und der Junge ist, der einst seine gesamte Familie getötet hat. Er ist es, der den jungen Mädchen das Blut aus dem Körper saugt, womit er seine Bilder malt. Er will dies nun auch bei Amber tun, wird jedoch von Caleb angegriffen und gewürgt. Es gelingt Amber sich zu befreien, die verzweifelt nach einem Ausweg sucht. Inzwischen ist der Täter wieder zu sich gekommen und verletzt nun seinen eigenen Sohn so schwer am Kopf, dass eine große Blutlache darauf hindeutet, dass er in Kürze verblutet sein wird. Als der Mann sich über Caleb beugt, um auch ihm Blut zu entnehmen, schlägt Amber ihm von hinten mit aller Wucht einen Hammer über den Kopf. Panisch stürmt sie dann aus dem Haus und läuft einem sich nahenden Auto entgegen, in dem sie zu ihrer großen Freude Rankin erkennt. Sie fleht ihn an, sie so schnell wie möglich in Sicherheit zu bringen, als Rankins Handy klingelt und sich die Stimme des Mannes aus dem Mörderhaus meldet und beschwörend auf Rankin einspricht: „Rankin, wen liebst Du am allermeisten auf der Welt, mein Sohn?“

## Produktion

### Produktionsnotizen
Es handelt sich um eine Produktion von Stainless Steel Entertainment. Gedreht wurde in San Joaquin Valley in Kalifornien. Das Budget betrug 200.000 US-Dollar.

### Soundtrack
Sämtliche Kompositionen stammen von Marc Padgett:
- Handguns
- A Brush with Death Theme
- Same Song Twice
- You All Died
- One of a Kind
- I’d Like to Kill You
- Shukah Bounce by Sole Profit with Relic

## Rezeption

### Veröffentlichung
Die Premiere des Films in den USA fand am 4. Januar 2007 in Visalia in Kalifornien statt und am 6. März 2007 in den USA allgemein. In Deutschland wurde der Film am 24. Juli 2009 veröffentlicht.
A Brush with Death erschien am 14. August 2009 mit einer deutschen Tonspur auf DVD, herausgegeben von Tiberius Film.

### Kritik
Das Lexikon des internationalen Films führte wenig schmeichelhaft aus:

„Hirnlose Horrorfilm-Variante, die ihre Hinterwäldler-Phobie mit einer Prise Sex anreichert.“

Kino.de zog das Fazit: „Low-Budget-Horror ohne besondere Höhepunkte.“ Zuvor wurde ausgeführt: „Slasher-Dramaturgie by the numbers umfängt den geneigten Betrachter von der ersten Einstellung an, in der wir mit einer Gruppe enthemmter Jungfern wie aus der Genussmittelwerbung im Cabrio gen Hinterland brausen in sicherer Erwartung einer mordlustigen und gewiss auch vom Inzest geschlagenen Sippe Gestörter, unter denen vielleicht ein junger hübscher Herr für die Zivilisation zu gewinnen, bestimmt aber eine Sünde wert wäre. Keine besonderen Vorkommnisse im Sex & Violence-Departement, einfach nur vorhersehbarer Hinterwaldgrusel der C-Klasse.“
Christopher Armstead von Film Critics United konnte dem Film überhaupt nichts abgewinnen, sprach von extremer Langeweile und Bewunderung für Autor und Regisseur, der diesen Film mit einem mikroskopischen kleinen Budget erstellt habe, was durchaus schwierig sei, aber nicht bedeute, dass der Film gut sei, weil er genau das Gegenteil von gut sei. Dass er ihn trotzdem fertiggestellt habe, sei allerdings zu bewundern. Der Film ergebe einfach keinen Sinn, angefangen beim mörderischen Tankwart, über die Rückblenden in die 50er-Jahre, bis hin zu dem gruseligen Haus und dem Kerl, der darin lebe, bis hin zu dem Stotterer. Die Dialoge seien extrem langweilig, die Schauspielerinnen zwar nett anzusehen, was aber nicht über ihre Probleme hinwegtäuschen könne.
Auch auf der Seite Full Animal Summer war die Kritik vernichtend. Lob erhielten einzig die Szenen mit den Rückblenden. Hätten diese Nebenhandlungen den Film bestimmt, hätte der Film ein besseres Urteil verdient gehabt. Die Leistungen der männlichen Schauspieler, vor allem die der Kinderschauspieler Cody Kinney und Scott Chedester, die als junger Ronnie und sein Bruder Michael zu sehen waren, seien die besten gewesen. Die weiblichen Charaktere hingegen seien einfach nur schrecklich. Sie alle seien austauschbar und ohne Persönlichkeit und von den Schauspielerinnen einfach nur schlecht gespielt. Man habe sie in keinen Moment als echte Menschen wahrgenommen, die einen interessiert hätten.